# عشایر کوچ‌نشین

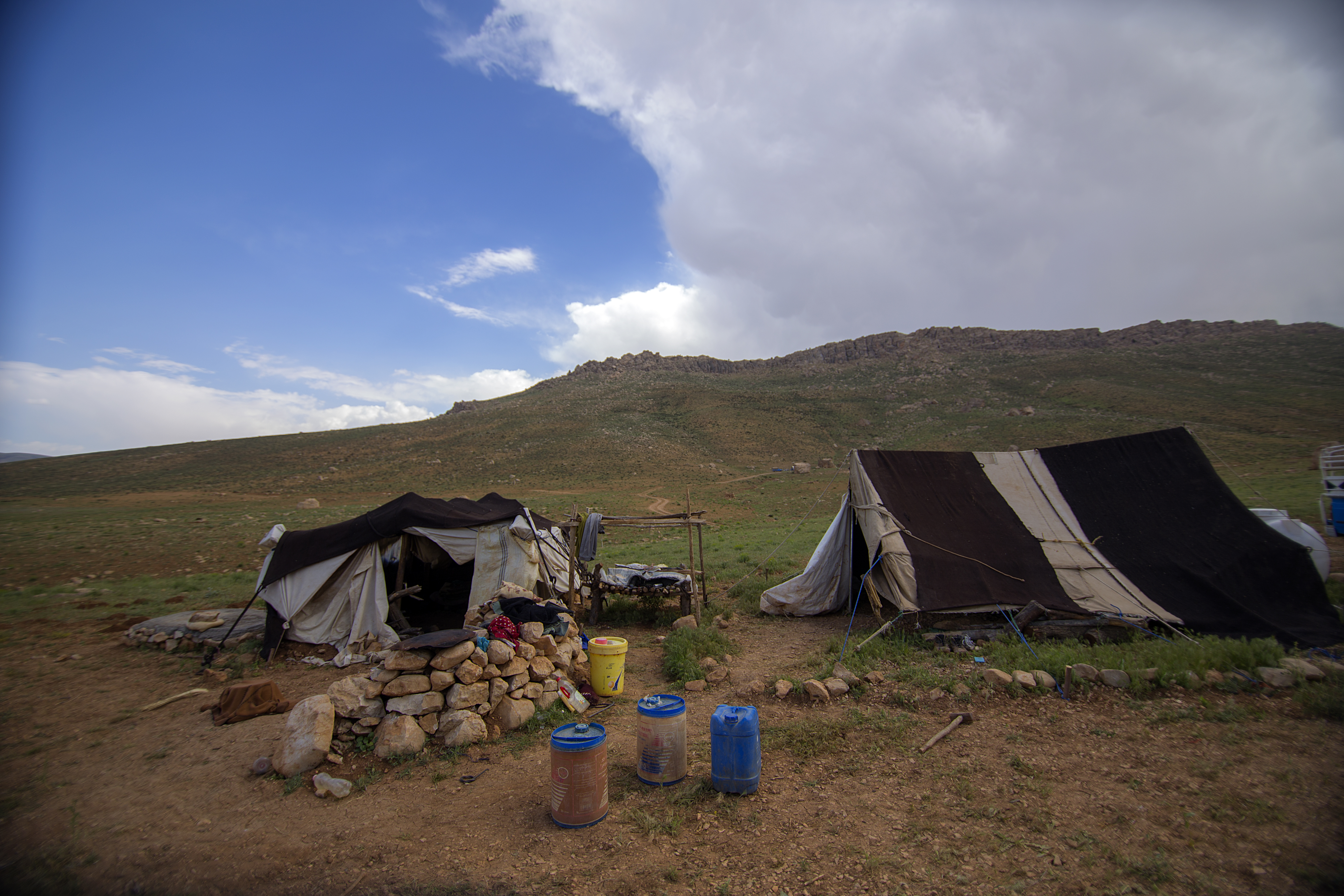
چادرهای عشایر در منطقه کوهستانی خفر پادنا در استان اصفهان

عشایرِ کوچ‌نشین، کوچ‌رو یا کوچ‌گرد (به انگلیسی: Nomad) به افراد کوچ‌نشین که برای تأمین معاش و دامپروری در طول سال جابجا می‌شوند گفته می‌شود. این جامعه عبارت است از جامعه انسانی نسبتاً خوداتکا و خودبسنده که ساخت اجتماعی قبیله‌ای دارد و عموماً زندگی خود را از دامداری اداره می‌کنند. با تغییر فصول، عشایر کوچ نشین معمولاً برای یافتن مراتع مناسب برای حیوانات خود محل زندگی خود را تغییر می‌دهند.
واژه عشایر، جمع عشیره است. عشیره در زبان فارسی به معنای برادران، خویشان، قبیله، تبار و نزدیکان است. بعضی از اصطلاحاتی که مشتق از واژه عشایری است عبارتند از:
- عشایر اسکان یافته: خانوارهای عشایری که تمامی اعضای آن در یک مکان، سکونت ثابت اختیار کرده و کوچ نمی‌کنند اما با توجه به حفظ برخی مناسبات اقتصادی (مالکیت و حقوق بهره‌برداری از مراتع و منابع قلمرو) و فرهنگی ـ اجتماعی (احساس تعلق به ایل و عشیره) خود را عضو ایل، طایفه و … تلقی می‌کنند.
- عشایر کوچنده: به عشایری که حداقل سه ویژگی ساخت اجتماعی قبیله‌ای، اتکای معاش به دامداری، و شیوه زندگی مبتنی بر کوچ را داشته باشند، گفته می‌شود.
- عشایر نیمه‌کوچنده: به آن تعداد از خانوارهای عشایری گفته می‌شود که حداقل در یکی از قطب‌های استقرار (منطقه ییلاق، قشلاق یا میان‌بند) دارای سکونت‌گاه ثابت بوده و همواره تعدادی از اعضای خانوار در آنجا سکونت دارند.
- عشایر رمه‌گردان: به آن تعداد از خانوارهای عشایری گفته می‌شود که اکثر اعضای خانواده در یک نقطه یا مکان (در داخل قلمرو ایلی یا خارج از آن) سکونت ثابت اختیار کرده و در کوچ شرکت نمی‌کنند. در شیوه کوچ رمه‌گردانی، دام‌ها به همراه چوپان و تعدادی از افراد ذکور خانواده جابجا شده یا کوچ داده می‌شوند.

ایل: اتحادیه‌ای سیاسی متشکل از تیره‌ها و طوایف عشایری است که به اتکای وابستگی‌های خویشاوندی (نسبی، سببی و آرمانی) یا در برهه زمانی خاص، بنا به مصالح و ضرورت‌های سیاسی و اجتماعی با هم متحد شده و تشکیل یک ایل را می‌دهند. معمولاً ایلات دارای سرزمین و قلمرو ایلی خاص خود بوده و تحت رهبری و مدیریت شخصی با سمت ایلخان یا ایل بیگ اداره می‌شدند.
طایفه: عبارت از یک واحد اجتماعی ـ سیاسی متشکل از چند تیره است و در سلسله مراتب رده‌های ایلی، مهم‌ترین و مشخص‌ترین رده به‌شمار می‌رود. در سلسله مراتب سازمان اجتماعی عشایر ایران، اکثر طوایف بین ایل و تیره قرار می‌گیرند اما طوایفی نیز وجود دارند که به هیچ ایلی وابسته نبوده و طایفه مستقل نامیده می‌شوند.
طایفه مستقل: در ساختار مبتنی بر تقسیمات ایلی جامعه عشایر ایران معمولاً بعضی از طوایف پیوند اجتماعی یا سیاسی چندانی با ایل خاصی نداشته و معمولاً از باقی‌مانده یک ایل مستقل که قدرت اجتماعی و اقتصادی و تعداد جمعیت آن‌ها تحلیل رفته باشد شکل می‌گیرند این طوایف نه چندان ضعیف شده‌اند که در ساختار سایر ایلات جای گیرند و نه چندان قوی هستند که خود ایل مستقل باشند این‌گونه بوده‌است که به عنوان طایفه مستقل از سایر ایلات به حیات خود ادامه می‌دادند و کلانتر مستقل از ایل خانان برای آنان منصوب می‌شده‌است. به عنوان مثال کردشولی‌ها در استان فارس که قبلاً ایل مستقلی بوده‌اند در مقاطعی به عنوان طایفه مستقل در تقسیمات کشوری مبتنی بر ایل طایفه مستقل خوانده می‌شدند.
تیره:
در ساختار اجتماعی عشایر ایران، تیره از مجموع چند رده کوچک‌تر (مانند تش، بُنکو، گوبک، دودمان و …) تشکیل می‌شود که عمدتاً بعد از طایفه قرار دارد و رکن اصلی طایفه و ایل محسوب می‌شود. اساس تیره مبتنی بر پیوندهای خویشاوندی واقعی و اصل و نسبی از خط صلبی (پدری) است که همبستگی سیاسی، اجتماعی، اقتصادی و دفاع از منافع افراد عضو را به عهده دارد.
بزرگ‌ترین عشایر ایران متعلق به شهر اندیکا و بعد ایذه است.

## کوچ عشایر

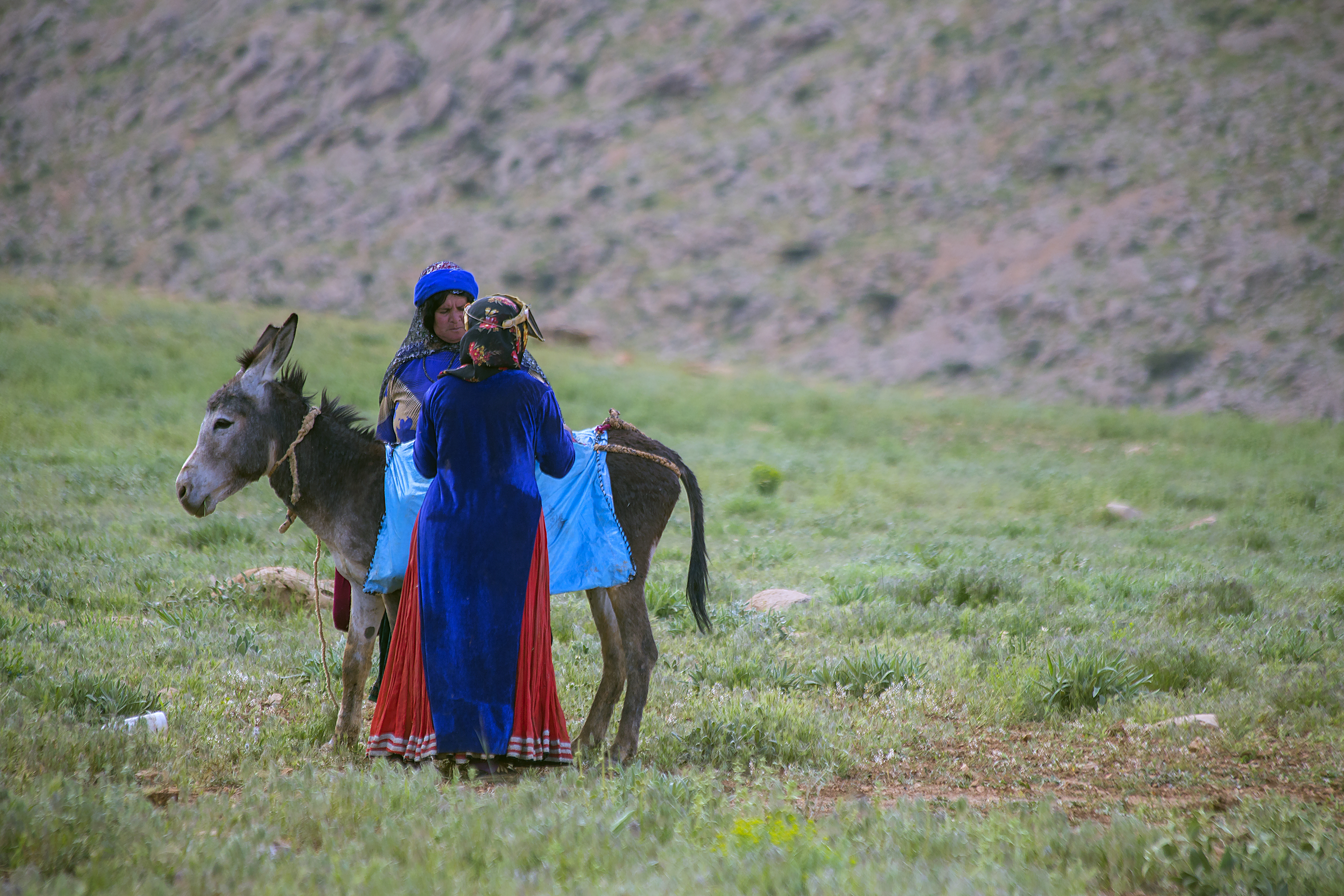
زنان عشایر خفر پادنا، در حال آماده شدن برای کوچ

عبارت است از جابه‌جایی و حرکت افراد و خانوارهای عشایری بین قلمروهای ییلاقی (سردسیر) و قشلاق (گرمسیر) که با هدف دسترسی به علوفه مرتعی تازه برای تعلیف احشام و اهتزاز از گرما و سرمای شدید انجام می‌گیرد. کوچ عشایر معمولاً با شرکت همه افراد خانوار، بار و بنه و سرپناه قابل حمل در قالب رده‌های ایلی یا امروزه به صورت انفرادی و تک‌خانواری صورت می‌گیرد. کوتاه و بلند بودن مسیر کوچ، تغییری در مفهوم کوچ عشایر به وجود نمی‌آورد.
مسیر کوچ:
به خط سیر حرکت و جابجای عشایر کوچنده از ییلاق به قشلاق و بالعکس گفته می‌شود. به مسیرهای سنتی کوچ عشایر «ایلراه» یا راهِ مال‌رو گفته می‌شود. در این مسیرها افراد ممکن است حوادث سخت راه از قبیل برف و باران شدید و … را متحمل شوند.
زیست‌بوم عشایری:
محدوده‌ای از سرزمین و قلمرو ایل یا قلمرو رده‌های ایلی عشایر است که شامل ییلاق، قشلاق و مسیر بین این دو (میان‌بند) است.
ییلاق یا سردسیر یا سَرحَد:
به محدوده زیستی و قلمرو جغرافیایی گفته می‌شود که عشایر تمام یا قسمتی از فصول بهار و تابستان را در آن می‌گذرانند. در بین برخی از عشایر به ییلاق، سرحد نیز گفته می‌شود.
قشلاق یا گرمسیر:
به محدوده زیستی و قلمرو جغرافیایی گفته می‌شود که افراد و خانوارهای عشایری، تمام یا قسمتی از فصول پاییز و زمستان را در آنجا سپری می‌کنند.
میان‌بند:
به مناطق بین قلمروهای ییلاقی و قشلاقی عشایر گفته می‌شود. مسیرهای عبور عشایر (ایلراه‌ها) و اتراقگاه‌های موقت بین‌راهی در میان‌بند قرار داشته‌است. همچنین، متناسب با فصل یا دورهٔ کوچ، میان‌بند دارای مراتع «بهارگه‌چر» یا «بهارچر» و «پاییزچر» بوده‌است.

## نگارخانه

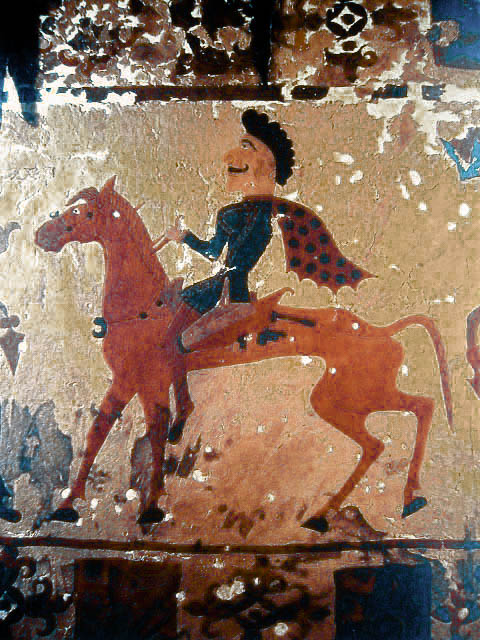
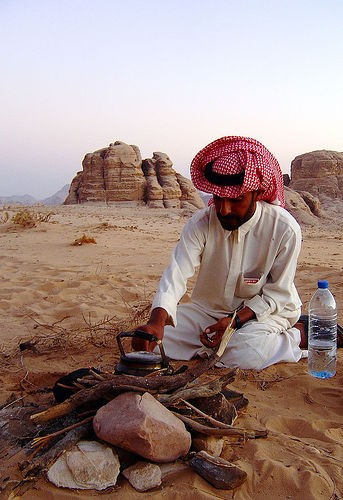
بادیه‌نشین عرب جوان در کنار آتشی در وادی رم، اردن.
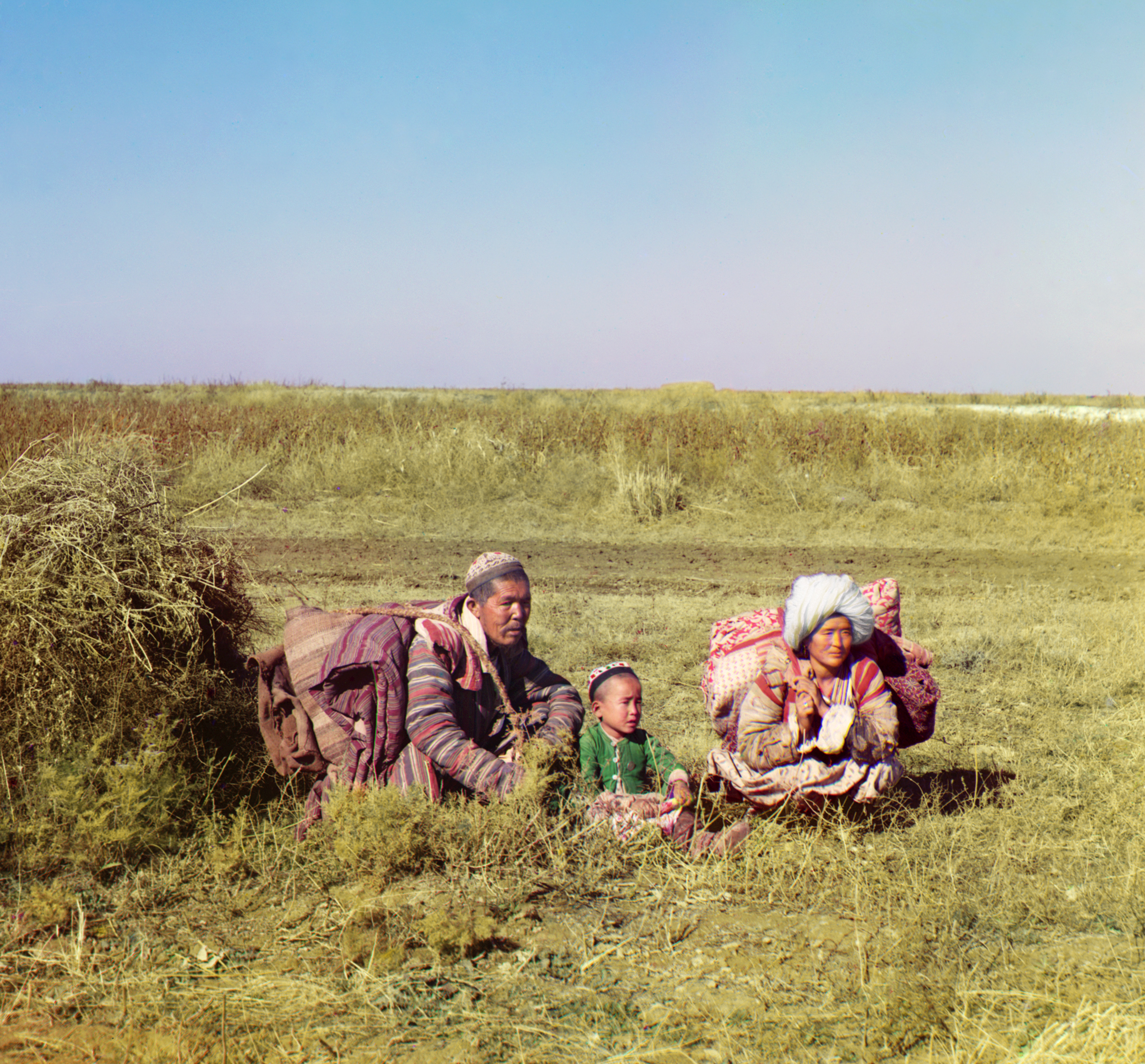
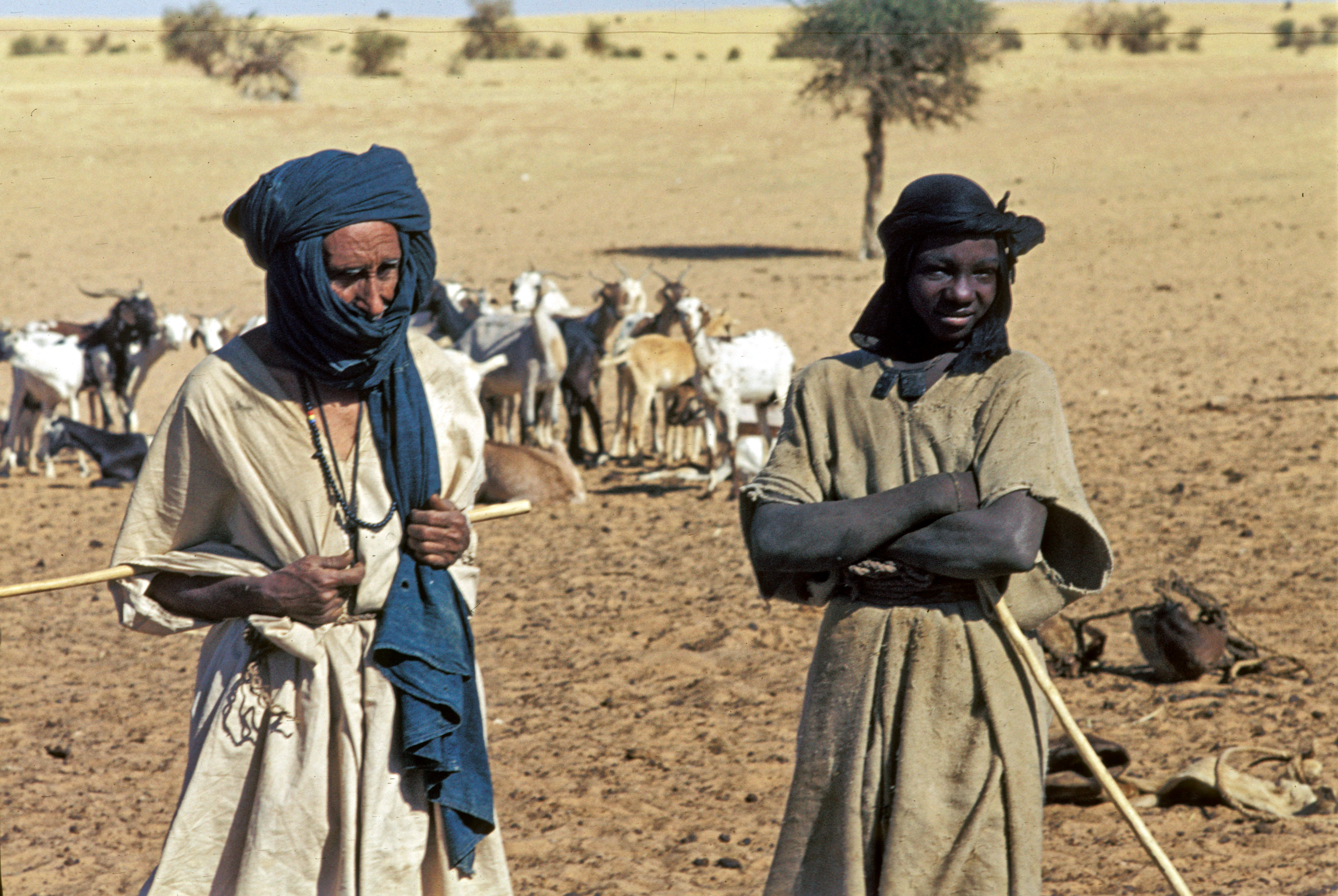
طوارق در مالی، ۱۹۷۴.
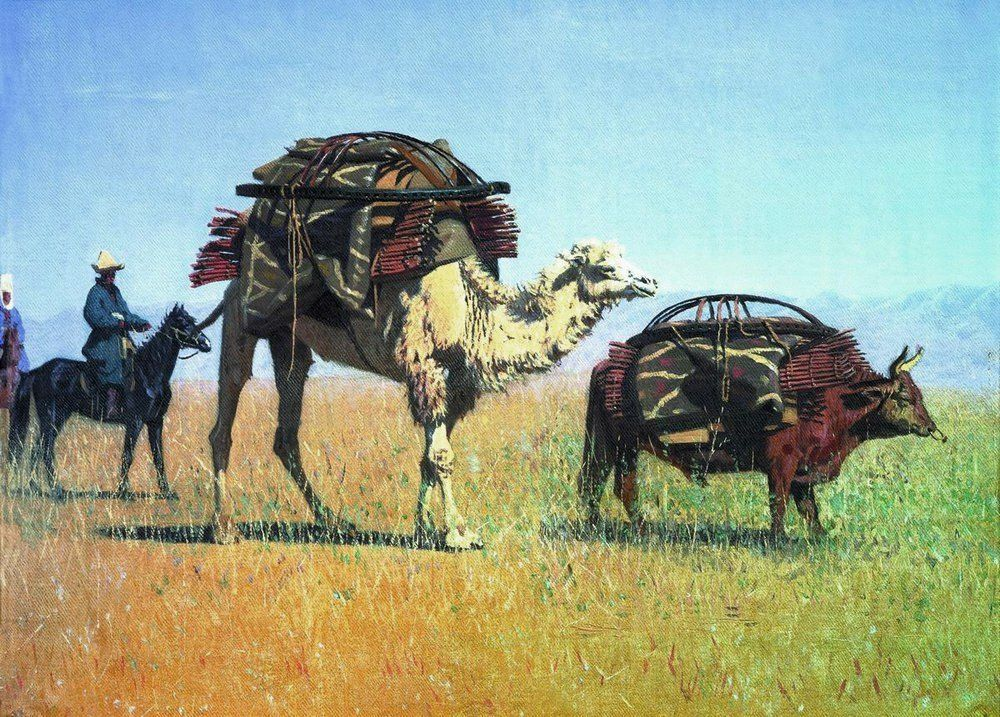
عشایر قرقیز، ۱۸۶۹-۱۸۷۰.
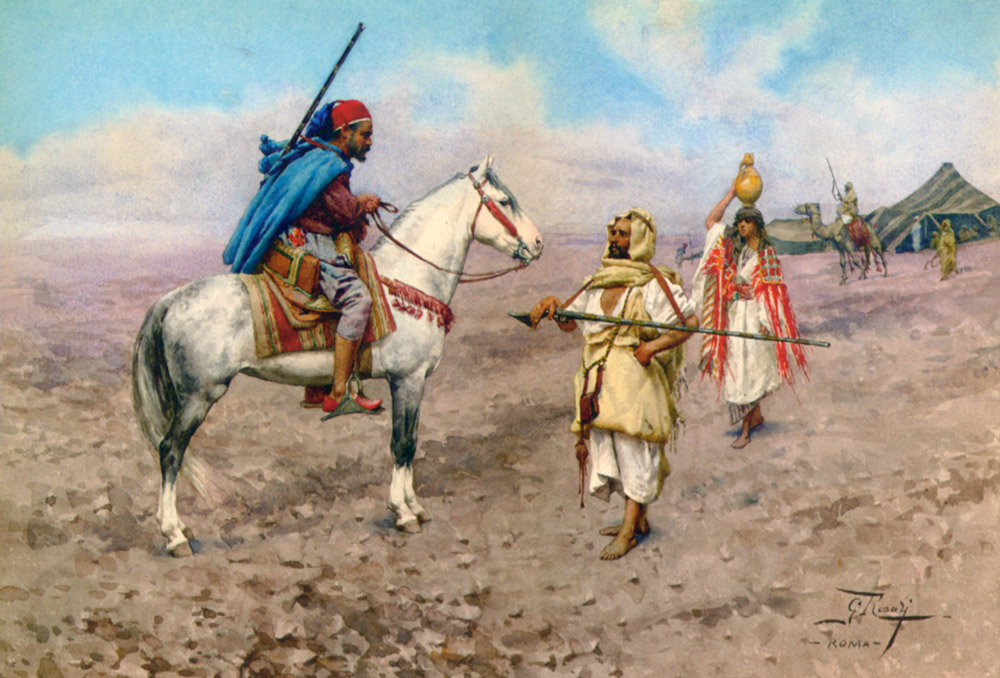
عشایر در صحرا (جولیو روزاتی).